# Eduardo Lustonó
Eduardo Lustonó (Madrid, 1849-Madrid, 28 de abril de 1906) fue un dramaturgo satírico, humorista y periodista español.

## Biografía
Nacido en 1849 en Madrid, abandonó los estudios universitarios y se dedicó con gran entusiasmo al periodismo; popularizó el pseudónimo de Albillo. Cultivó la sátira, el panfleto y el cuento en prosa y verso; en el teatro, el género chico. Su mordacidad le ocasionó varios procesos y destierros por delitos "de imprenta": difamación y libelo. Aficionado a la literatura erótica y humorística, editó el Cancionero de obras de burlas provocantes a risa (Madrid: Victoriano Suárez, 1872).
Amigo de Gustavo Adolfo Bécquer, ayudó a Augusto Ferrán a reunir los escritos del poeta para la edición clásica póstuma de su obra. En sus Recuerdos de periodistas proporcionó también importantes informaciones biográficas para la historia del periodismo español. Participó en los dos volúmenes de Los españoles de hogaño (Madrid: Victoriano Suárez, 1872) con los cuadros de costumbres "El zarzuelero" y "El librero de viejo" y, con Eduardo Bustillo, elaboró la antología Galas del ingenio: cuentos, pensamientos y agudezas de los poetas dramáticos del Siglo de Oro: Lope de Vega, Calderón, Alarcón (Madrid: Librería de A. de San Martín, 1879).
Fue redactor de Fígaro, Doña Manuela, Las Disciplinas, La Iberia, Las Novedades, La Suavidad, La Filoxera, El Buñuelo, La Viña, Los Madriles, Madrid Cómico, La Correspondencia Literaria, Heraldo, Gente Vieja, La Ilustración Española y Americana y Blanco y Negro. Tanto trabajo afectó seriamente su salud. Falleció en su ciudad natal el 28 de abril de 1906.
Tuvo fácil ingenio para repentizar en verso y sus sátiras en verso fueron justamente famosas entre 1880 y 1895. En 1889 tuvo problemas mentales a causa del continuo trabajo en que se veía inmerso y fue recluido en el manicomio del doctor Esquerdo, por lo cual se hizo una colecta para socorrer a su familia. En el interior del sanatorio del doctor Esquerdo había un teatro donde los internos podían representar obras dramáticas. Entre sus obras escénicas figuran Basta de suegros, El hombre feliz, Mercedes... También escribió piezas en colaboración con autores como Eduardo Saco y Miguel Ramos Carrión. Con el primero, por ejemplo, hizo La cómico-manía y ¡No más ciegos!; con el segundo Por un agujero, Basta de suegros, Santiago y... a ellas, Manzanos y guindos y Un sarao y una soirée. Con Miguel Ramos Carrión redactó además el periódico El Fisgón. Con el periodista Antonio Palomero adaptó la pieza en tres actos El ciudadano Simón.
Reunió algunos de sus cuentos breves en El Quitapesares, 1870; otros libros suyos son El Hazmerreír, 1871; El libro verde, 1875; La capa del estudiante, 1880: cuentos y también algunos artículos; Cuentos de lo mejor de nuestro Parnaso contemporáneo, 1881; Cancionero de amores, 1903.

## Obras
- Los neos en calzoncillos {1868; con Agustín Funes}
- ¡No más ciegos!: juguete lírico en un acto {1868; con Eduardo Saco}
- Belenes, escenas originales de la vida de un soltero: juguete original en tres actos, en verso {1870}
- El quitapesares {1870}
- Lo que vale un cura {1870; con Agustín Funes}
- El libro azul: comedia en un acto y en prosa {1871}
- La viuda de Rodríguez: comedia en un acto y en prosa {1872}
- El marido: comedia en un acto y en prosa {1873}
- Mercedes: juguete cómico en un acto y en verso {1873}
- Por un agujero: disparate cómico en un acto y en prosa {1873}
- El ciudadano Simón: melodrama en tres actos y en prosa {1874; con Antonio Palomero; arreglado del francés}
- Mi mujer me engaña: comedia en un acto y en prosa {1874}
- Un David callejero: zarzuela en un acto y en prosa {1874; con Pedro María Barrera}
- La carcajada: colección de chistes {1874}
- Basta de suegros: comedia en un acto y en prosa {1875}
- En el puño del bastón: parodia en verso, en un acto y dos cuadros {1875}
- El hombre feliz: juguete cómico en un acto y en prosa {1877}
- ¿Quién me compra un lío?: disparate cómico-lírico en dos actos {1877; con Mondéjar}
- La capa del estudiante: cuentos y artículos de costumbres {1880}
- Los padres nuestros: comedia en dos actos y en prosa {1882; con Enrique González Bedmar}
- El almanaque de los chistes para 1883 {1882}
- Los inválidos: comedia en dos actos {1887; arreglada del francés con Valentín Gómez}
- El estrangulado: drama en cinco actos y en prosa {1888; con Salvador María Granés; arreglo de una novela de Víctor Ducange}
- ¡Santiago y… a ellas!: juguete cómico-lirico en un acto {1888}
- Sustos y enredos: zarzuela en tres actos, escrita sobre el pensamiento de una ópera cómica de Scribe {1888; con Granés}
- La marquesa {1893; arreglada del francés a partir de la obra de Nus y Bellot}
- La Nati: comedia en cuatro actos {1894; arreglada del francés a partir de la obra de Nus y Bellot}
- Manzanos y guindos: juguete cómico en un acto y en prosa {1894}

### Colaboraciones
- El libro del año {1899; editor Ricardo Benítez de Lugo}
- Novísimo romancero español {editor: Estrada}

### Ediciones
- Cancionero de obras de burlas provocantes a risa {1872}
- Flor y nata de Paul de Kock {1877}
- Galas del ingenio: cuentos, pensamientos y agudezas de los poetas dramáticos del Siglo de Oro {1879; coeditado con Eduardo Bustillo}
- El libro verde: colección de poesías satíricas y de discursos festivos {1879}
- ¡Vivitos y coleando!: cuentos y epigramas picantes de lo mejor de nuestro parnaso contemporáneo {1883}
- Te espero en Eslava tomando café: pasillo cómico lírico en un acto y en verso {1887}
- Cancionero de amores {1903}